# Castell de la Saira

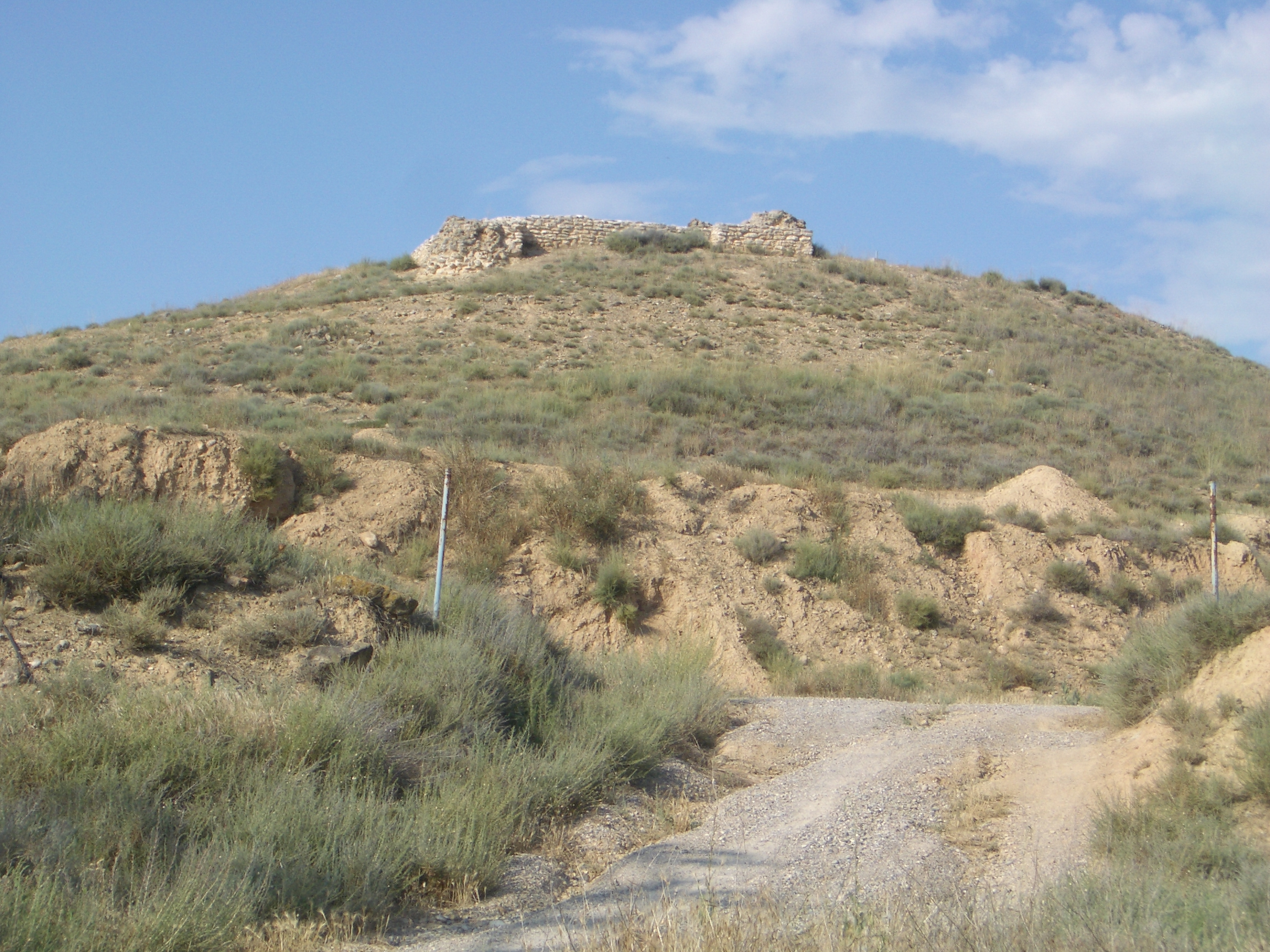
El Tossal de la Caperutxa amb les runes del Castell de la Saira.

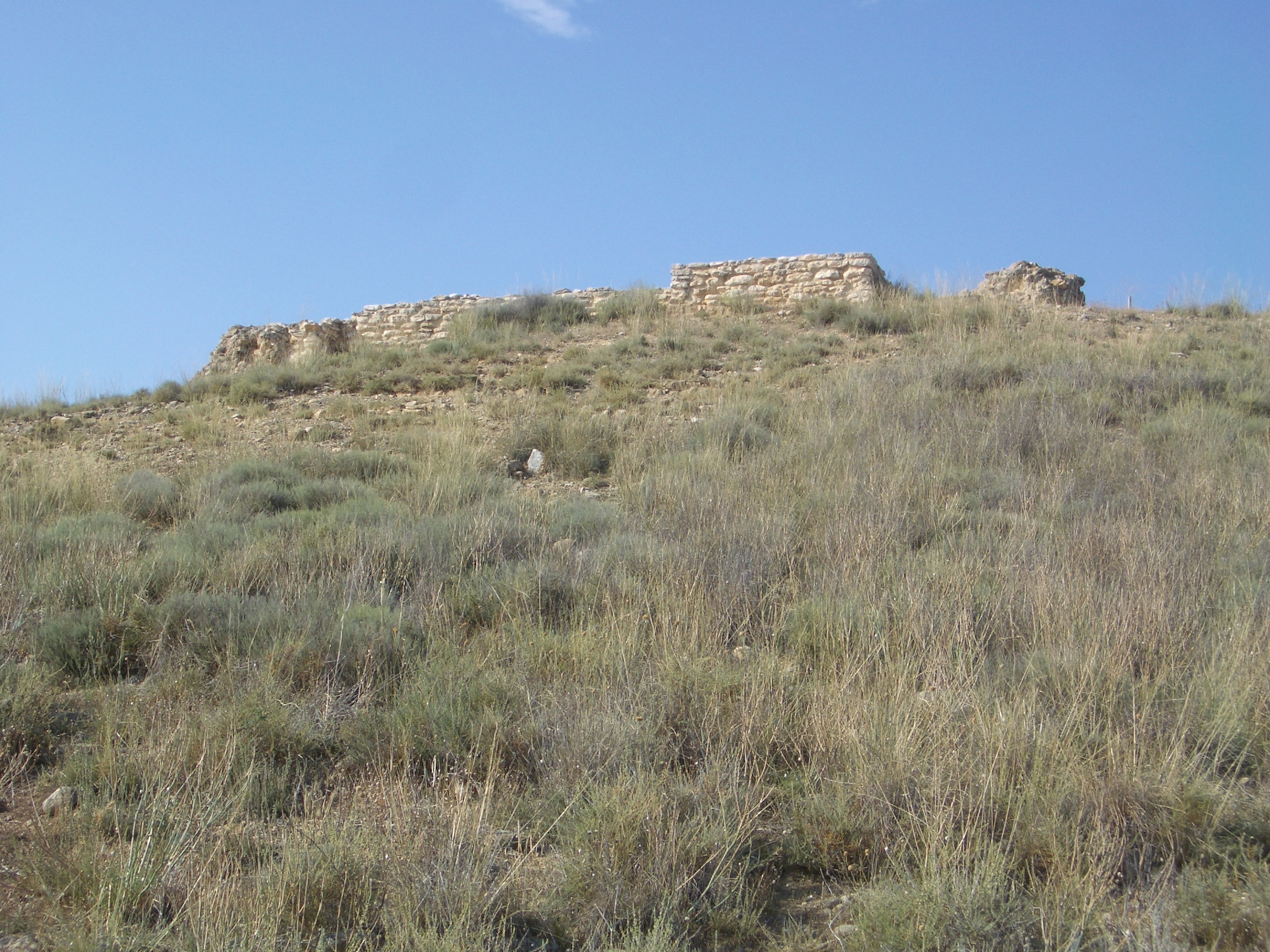
Les restes actuals del castell, vistes des d'el sud.

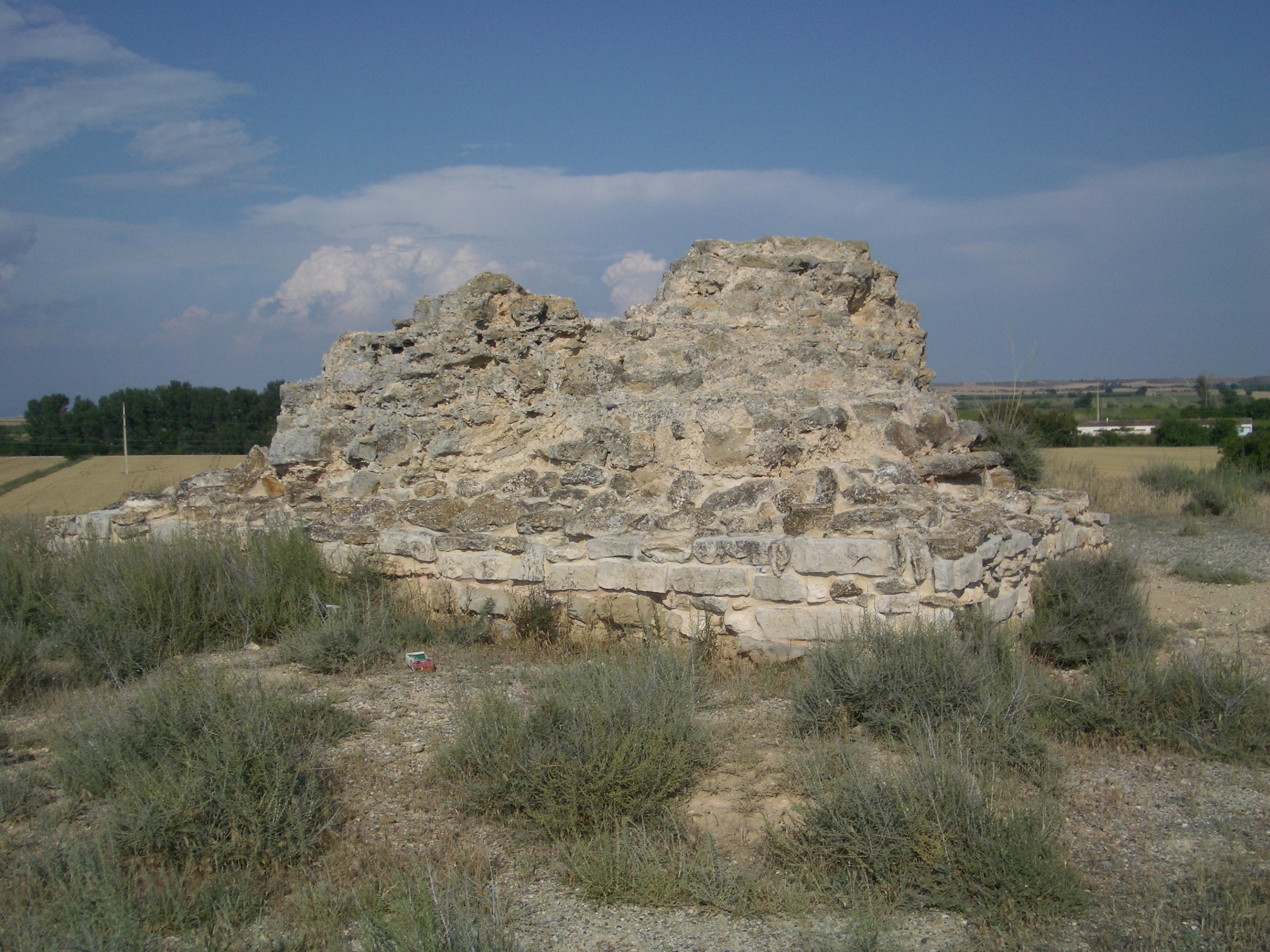
Vista de les restes des d'el sud

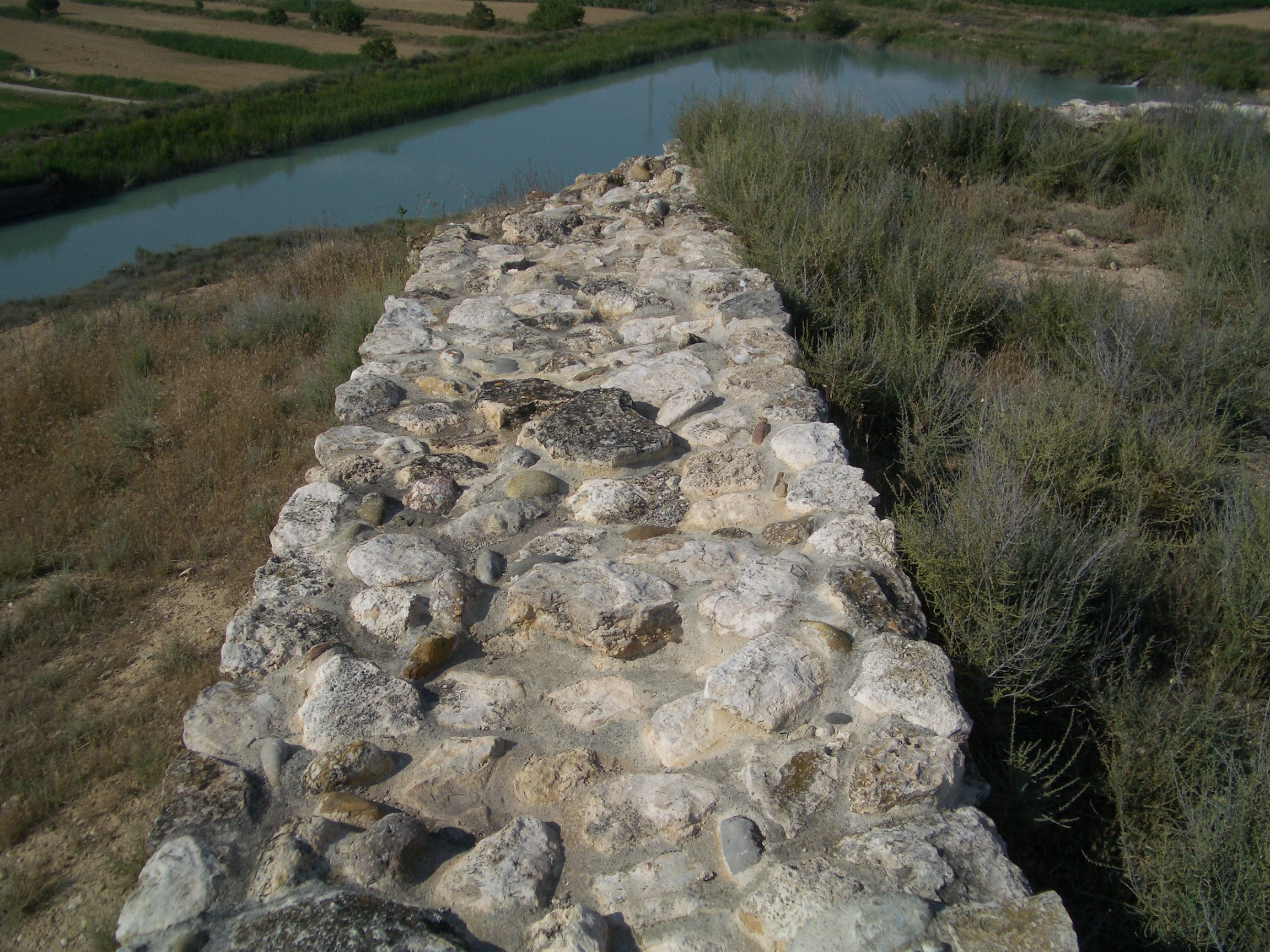
Detall superior de les restes, on es pot veure el mur base oest de la torre

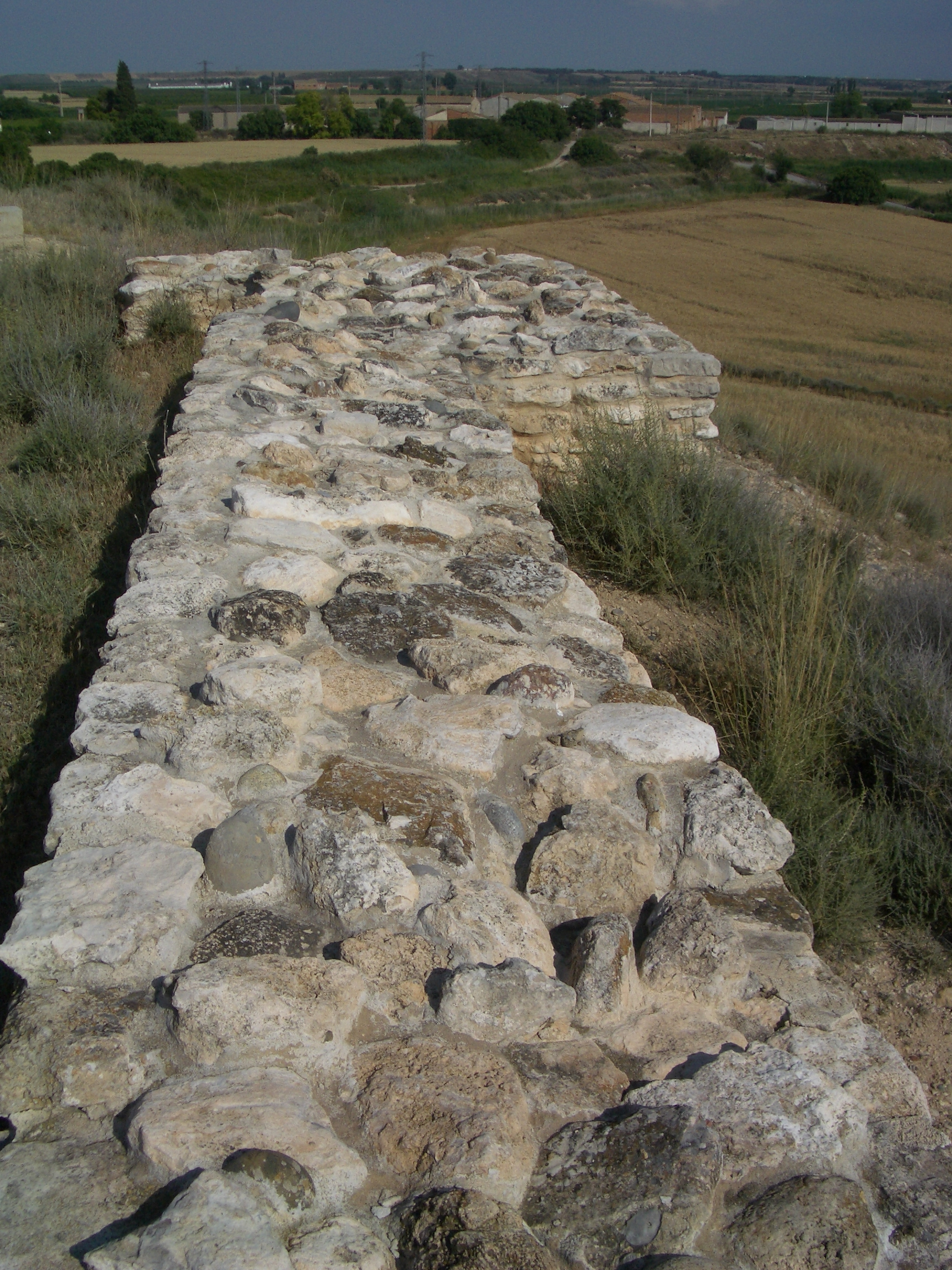
Detall superior de les restes, on es pot veure el mur base nord de la torre

El Castell de la Saira, dit també de la Saida o d'Almacelletes és una antiga fortalesa avui en runes, al municipi d'Almacelles (Segrià), declarat Bé cultural d'interès nacional.
És al cim del Tossal de la Caperutxa, a 351 metres d'altitud sobre el nivell del mar. Forma part del llogaret de La Saira, a l'est del terme municipal.

## Història
Amb troballes de restes dels períodes pre-iber i iber sabem que hom hi habità des de temps immemorials, però les restes de la fortificació daten d'entre el segle x i el segle xi.
Dalt de tot del tossal es pot veure encara una estructura d'uns dos metres d'alçada que correspon al nucli interior d'una torre que devia presidir el conjunt. L'espoli de la construcció ha estat gairebé total, fet que fa força difícil saber com era la forma original de la torre, tot i que sembla que era rectangular. L'aparell conservat és de carreuó no gaire elaborat.
Tot el conjunt fortificat és difícil de datar, si bé per la forma quadrangular de les restes de les torres, l'aparell i el tipus de ciment sembla d'època cristiana, corresponent principalment als segles x i xi.
El conjunt fortificat sembla que es tractava d'un assentament que es degué originar al voltant del segle vii aC i que s'abandonà durant la romanització; després potser es tornà a ocupar en època islàmica, almenys a partir del segle x i sobretot del segle xi, i degué perdurar després de la conquesta cristiana fins a la destrucció generalitzada de tota la zona al segle xvii
La següent informació es pot llegir en el cartell que hi instal·là el Departament de Turisme de la Generalitat de Catalunya:
Els orígens de les restes del castell es podrien trobar en el moment en què aquestes terres formaven part del districte andalusí de Larida. Si així fos es tractaria d'un tipus de construcció anomenat Hisn. El motiu que n'impulsà la construcció en aquest indret fou el ser un punt estratègic d'especial interès possiblement en el segle xi. Des del castell es dominaria una gran extensió de territori, es controlaria la frontera i serviria de refugi a la població que visqués a la zona. L'edifici s'assenta sobre el dipòsit de graves quaternàries testimoni de l'acció del riu Noguera Ribagorçana. Es tracta d'un recinte emmurallat amb una gran Torre de guaita de planta quadrada com a element principal. La torre, que fou massissa o buida i de la qual solament en queda la base podria haver arribat a tenir entre uns 7 i 9 m d'alçada. En l'edificació s'empraren pedra de la zona i tàpia. En el vessant sud del tossal s'han documentat les importants restes d'un poblat ilerget que dataria dels s. III-II a. de la n.e. El conjunt dels murs excavats dibuixen clarament una bateria d'habitatges entregats a un mur perpendicular.
El jaciment es va salvar de la destrucció total gràcies a les denúncies efectuades a la Comisión Provincial del Patrimonio Artístico durant els anys 1970 - 1979, malgrat tot va ser espoliat a poc a poc i els darrers vestigis importants van ser ocupats per una torre d'Hidroelèctrica de Catalunya. Està declarat BIC, bé d'interès cultural, havent-s'hi realitzat intervencions i excavacions els anys 2001 i 2002, i obres de restauració l'any 2005. Es troba així mateix sota la protecció del Departament de Cultura de la Generalitat de Catalunya davant qualsevol intervenció. Al tossal també hi ha un vèrtex geodèsic.